# Daria Guidetti
| 34004 Gregorini  | 30 luglio 2000   | con M. Tombelli |
| 49443 Marcobondi | 22 dicembre 1998 | con E. Masotti  |

Daria Guidetti (Empoli, 24 maggio 1979) è un'astrofisica e divulgatrice scientifica italiana.

## Biografia
Nata e cresciuta ad Empoli, appassionata di astronomia dall'età di 5 anni, durante il liceo è entrata a far parte del Gruppo Astrofili Montelupo, in seguito anche del Nuovo Gruppo Astrofili Arezzo.
Durante gli studi liceali ha monitorato molti asteroidi nell'ambito delle attività del Gruppo Astrofili Montelupo, scoprendo presso l'osservatorio astronomico di Montelupo Fiorentino i due asteroidi 49443 Marcobondi nel 1998 con Egisto Masotti e 34004 Gregorini nel 2000 con Maura Tombelli. 
Attualmente lavora presso l'Istituto di Radioastronomia di Bologna facente parte dell'Istituto Nazionale di Astrofisica.

## Studi
Iscritta alla Facoltà di Fisica presso l'Università di Firenze, si trasferisce all'ultimo anno all'Università di Bologna per specializzarsi in radioastronomia, dove consegue la laurea magna cum laude in Astrofisica con una tesi dal titolo: Proprietà radio di sorgenti in ammassi di galassie: il sistema dumb-bell in Abell 2382, ha poi condotto gli studi di dottorato presso l'European Southern Observatory a Monaco di Baviera e all'Università di Bologna. Nel 2017 ha conseguito il master in Giornalismo e Comunicazione Istituzionale della Scienza presso l'Università di Ferrara con una tesi sugli stereotipi di genere nella scienza.

## Carriera
Svolge la sua attività di ricerca all'Istituto di Radioastronomia di Bologna dell'INAF, studiando radiogalassie, galassie con formazione stellare, ammassi di galassie, campi magnetici e buchi neri nell’Universo vicino e distante. È referente per l'Italia per la comunicazione delle attività in seno alla rete europea di Sorveglianza e Tracciamento dello Spazio(EUSST), di cui l'Italia è membro dal 2015, per il monitoraggio dei rifiuti spaziali. È referente per l'Italia per la comunicazione del progetto SKA, il radiotelescopio più grande del mondo. 
Impegnata nella divulgazione scientifica, tiene conferenze pubbliche divulgative sul territorio nazionale, organizza eventi di divulgazione per il pubblico, collabora con varie emittenti televisive, radiofoniche e con riviste di cultura astronomica (quali COSMO, Le Stelle e Coelum Astronomia, svolge visite guidate presso il Centro Visite dedicato a Marcello Ceccarelli dell'Istituto di Radioastronomia di Bologna. Curatrice della rubrica fissa I misteri del Cosmo per la rivista Atmosphere della Compagnia AirItaly (ex Meridiana). Partecipa al progetto di divulgazione scientifica nelle scuole "Il Linguaggio della Ricerca" promosso dal CNR-Area della Ricerca di Bologna, con lezioni di fisica, astronomia e sull'inquinamento spaziale..
A fine 2016 ha esordito come inviata allo stadio per la trasmissione televisiva Quelli che il calcio, per seguire le partite dell'Empoli Football Club e dare pillole di astronomia.
Nel 2018 ha debuttato come autrice e presentatrice televisiva nel programma Destinazione Spazio su Reteconomy, e COSMO sulla BFC Video della casa editrice indipendente Blue Financial Communication.
A dicembre 2019 ha pubblicato il volume Campi magnetici della collana Viaggio nell'universo – Scoperte e segreti dell’astrofisica con introduzione di Piero Angela ed edita dal Corriere della Sera.
È coordinatrice del progetto SORVEGLIATI SPAZIALI dell'Istituto Nazionale di Astrofisica, una delle prime iniziative al mondo di sensibilizzazione pubblica sulla Difesa Planetaria (asteroidi e comete potenzialmente pericolosi, rifiuti spaziali, meteorologia spaziale, meteore e meteoriti) coordinata da un ente di ricerca. Il progetto ha ricevuto l'endorsement della NASA. Tra i suoi prodotti l'app di realtà aumentata Sorvegliati Spaziali, disponibile per iOS e Android.
Collabora e partecipa al programma settimanale televisivo di Rai Kids di divulgazione scientifica Meteo Spazio, in onda su Rai Gulp.
È tra gli autori del fumetto Frammenti di cielo, il primo fumetto edito dall'Istituto Nazionale di Astrofisica, scaricabile gratuitamente.

## Riconoscimenti
- Nel 2012 ha vinto il premio nazionale Vincenzo Ferraro[25] della Società italiana di fisica[26] per la miglior tesi di dottorato in ambito fisico e chimico sui campi magnetici tra quelle discusse nel triennio 2008-2011. La tesi verte sullo studio dei campi magnetici in ammassi e gruppi di galassie[27] che ha rivelato in particolare la presenza di strutture ordinate ("bande") nel campo magnetico intergalattico attorno ad alcune radiogalassie: strutture dai contorni ben definiti e che ben si differenziano dalle celle turbolente tipicamente osservate finora nella maggior parte delle radiogalassie. La natura di queste bande è stata investigata tramite modelli matematici e simulazioni Montecarlo in tre dimensioni di plasmi radio in espansione in gas altamente ionizzati e dotati di campo magnetico, che ben descrivono l'ambiente in cui le radiogalassie si sviluppano: le bande sono state quindi interpretate come dovute a un'interazione tra le radiogalassie stesse ed il gas magneto-ionico circostante. È stato uno dei primi esperimenti osservativi che hanno dato prova diretta di questa interazione. Le osservazioni di questo studio si basano sulla combinazione di dati radio ad alta risoluzione e sensibilità del Very Large Array[28] e dati nei raggi X dei satelliti Chandra[29], XMM-Newton[30] e ROSAT[31].

- Nel 2019 ha ricevuto il premio per la divulgazione scientifica “Paola De Paoli – Camillo Marchetti” dell’Unione giornalisti italiani scientifici[32], con la seguente motivazione “il suo percorso professionale — partendo dalla laurea in astronomia, seguita dal dottorato di ricerca in astronomia e dal Master in giornalismo e comunicazione istituzionale della scienza — le consente di maturare esperienze professionali dall’università all’Inaf-Istituto di radioastronomia-Radiotelescopi di Medicina a Bologna, con l’opportunità di mettere a frutto tutte le proprie competenze con un’articolata attività di divulgazione scientifica, sulla carta e sullo schermo"[33].